# Lady Stardust (låt av Lisa Miskovsky)
Lady Stardust, skriven av Lisa Miskovsky och Joakim Berg, är en sång som Lisa Miskovsky spelade in på sitt studioalbum Fallingwater från 2003. samt utgiven på singel samma år. Låten nådde som högst en sjätteplats på den svenska singellistan.
Melodin låg på Svensktoppen i 23 veckor under perioden 26 oktober 2003–28 mars 2004, med tredjeplats som högsta placering, samt på Trackslistan i 16 veckor mellan 11 oktober 2003 och 7 februari 2004, och bland annat toppade listan.

## Singeln

### Låtlista
1. Lady Stardust - 4:40
2. Shells - 4:56

## Listplaceringar
| Lista (2003-2004) | Topplacering |
| ----------------- | ------------ |
| Sverige           | 6            |

### Fotnoter
1. ↑  ”Fallingwater”. Svensk mediedatabas. 26 februari 2003. https://smdb.kb.se/catalog/id/001430172. Läst 22 oktober 2018.
2. ↑  ”Lady Stardust”. Svensk mediedatabas. 26 februari 2003. https://smdb.kb.se/catalog/id/001553712. Läst 22 oktober 2018.
3. ↑  Gustav Jappevik, Lova Jappevik (26 februari 2003). ”Lady Stardust”. Nostalgilistan. https://www.nostalgilistan.se/lisa-miskovsky-791/lady-stardust-2633. Läst 22 oktober 2008.
4. ↑  ”Lady Stardust”. Swedishcharts. 26 februari 2003. https://swedishcharts.com/showitem.asp?interpret=Lisa+Miskovsky&titel=Lady+Stardust&cat=s. Läst 12 oktober 2008.